# Fernandoa collignonii
Fernandoa collignonii là một loài thực vật có hoa trong họ Chùm ớt. Loài này được (Dop) Steenis mô tả khoa học đầu tiên năm 1976.